# Fjälkinge pastorat
Fjälkinge pastorat är ett pastorat i Villands och Gärds kontrakt i Lunds stift i Kristianstads kommun i Skåne län. 
Pastoratet bildades 2006 som ett flerförsamlingspastorat 2006 och bestod då av följande församlingar:
- Fjälkinge-Nymö församling
- Gustav Adolf-Rinkaby församling
- Bäckaskogs församling

Församlingarna slogs samman 2022 och detta pastorat ombildades då till ett enförsamlingspastorat.
Pastoratskod är 071708